# Рекаш (Біхор)
Рекаш (рум. Răcaș) — село у повіті Біхор в Румунії. Входить до складу комуни Добрешть.
Село розташоване на відстані 398 км на північний захід від Бухареста, 38 км на південний схід від Ораді, 97 км на захід від Клуж-Напоки.

## Населення
За даними перепису населення 2002 року у селі проживали 115 осіб, усі — румуни. Усі жителі села рідною мовою назвали румунську.